# 本間満
本間 満（ほんま みつる、1972年8月25日 - ）は、北海道留萌市出身の元プロ野球選手（内野手・右投左打）、野球指導者。愛称はママン（本間満）。
大村巌（元ロッテ：稚内市出身）、宇佐美康広（元ヤクルト：歌登町出身）が引退して以降の日本プロ野球（以下：NPB）現役選手としては、五十嵐亮太（現ヤクルト）らと共に最北の出身であった。
プロ入り後に左打ちに変えて成功した珍しい例である。

## 経歴

### プロ入り前
留萌小学校（萌友ドラゴンズ）時代は三塁手・投手、留萌港南中で強打の三塁手として注目を集め、北海、札幌商（現北海学園札幌）、東海大四高などとの争奪戦の末、駒大岩見沢高校に進学。同級生に伊藤辰史、3年後輩に佐藤誠がいる（佐藤は山形県生まれ北海道千歳市育ち）。また家族は親族とも代々野球部員である。
第62回選抜大会では結果を残せなかったが、付属校推薦で入学した駒澤大では春休みの練習から長打を連発し、甲子園で3本塁打の高木浩之（享栄-西武ライオンズ）らを飛び越し、Aチームのレギュラーに大抜擢された。期待に応え順調に育ち、鉄壁の遊撃手として高木浩之と三遊間を組んだ。4年次には高木と共に全日本代表に選出された。同期のエース河原純一らと駒澤大学の全日本アマチュア野球王座決定戦制覇に貢献。東都大学リーグ通算81試合出場、243打数58安打、打率.239、1本塁打、24打点。ベストナイン1回受賞。駒大では同期の高木や河原の他に、3学年先輩に若田部健一と竹下潤、2学年先輩に鶴田泰と田口昌徳、3学年後輩に高橋尚成がいた。
1994年度ドラフト会議にて福岡ダイエーホークスから3位指名を受け、入団。王貞治が監督に就任した第1期の選手である。
当時は駒大に推薦入学が決まっていた城島を1位で強行指名した見返りに、ヤクルト下位指名が濃厚だった本間を上位指名したと噂された。これにより駒大の先輩だった若田部と再びチームメイトとなった。

### ダイエー・ソフトバンク時代
プロ1年目の1995年シーズンは、序盤で湯上谷竑志に代わり、遊撃手で起用されたが打率1割台と結果を残せず、シーズン終了後に左打ちへコンバートした。その後、一軍での起用は湯上谷や浜名の故障時のみの守備固め要員での登録と出番が少なく、二軍でも「守備の人」で数年間を過ごす。
1999年シーズンは、ウエスタン・リーグで初めて規定打席に達したが打率は.252に終わる。
2000年シーズンは、浜名千広や柳田聖人の負傷もあり、後半戦は二塁手のポジションを得て、鳥越裕介と二遊間を組んだ。277打席で打率.261、二塁打9本とまずまずの成績を残し、優勝に貢献。イチローにタイミングの取り方が似ていることから「パチロー」という愛称も付いた。
毎年春季キャンプ中の紅白戦やシートバッティングで同じチーム内の投手から必ずヒットやホームランを打つため、投手陣からは「味方殺し」と呼ばれていた（キャンプレポート-宮崎春季キャンプ2009福岡ソフトバンクホークス）。
2001年シーズンは、井口資仁が二塁手へコンバートされ、台頭したため、一転し、29試合59打席の出場に終わった。
2002年シーズンは、開幕を遊撃手で迎えたが故障のため、32試合の出場にとどまり、2003年シーズンは、開幕からショート鳥越、サード川崎の控え内野手として88試合143打席の出場を果たした。阪神タイガースとの日本シリーズで日本一を貢献した。
2004年シーズンは、開幕時は無償トレードで巨人へ移籍した小久保の後任のサードをオープン戦好調だった吉本龍生と争っていたが、4月半ばにレギュラーポジションを獲得した。終盤まで打率3割を超え、規定打席到達まであと一歩のところまで来たが、また終盤調子を落としたことで起用が急減し、打率.290に終わった。チームのレギュラーシーズン1位に貢献したもののプレーオフで西武に2勝3敗で敗れ、論議を呼んだ。
2005年シーズンは、大リーグへ移籍した井口に代わり、開幕からセカンドで出場したカブレラからレギュラーを奪った。序盤はリーグの最多二塁打、最多三塁打を放つなど活躍したが終盤調子を落とし、中盤以降はセカンドカブレラ、サードバティスタ、ショート川崎の控えに甘んじ規定打席には到達しなかった。
チームはロッテにプレーオフで敗れたものの、この年ポストシーズンの勝率９割近かったロッテ（ペナントプレーオフ対西武2勝、対ソフトバンク3勝2敗、対阪神4勝、アジアシリーズ7勝）にポストシーズンで勝利を奪った（2勝）唯一のチームとなった。
2006年シーズンは、控え内野手としてシーズンを迎えたが4月後半、ゴールデンルーキーの松田からサードのポジションを奪った。交流戦を終え、打率はリーグ3位の.319を記録し、首位打者争いにも顔を出すほど活躍した。交流戦中には鳥越からセカンドのポジションを奪い、そのままセカンドに定着した。二塁手部門で投票で選ばれた初のオールスターゲームに出場した際は代打で登場した清原和博の代わりに左翼手として出場。初めてシーズンを通しての活躍を見せ、打率3割を達成するかと思われたが中盤以降急激に調子を落とし、王監督の休養後は森脇浩司監督代行の構想から外れ、若手の森本学、仲澤忠厚や新人の本多雄一に出場機会を奪われ、終盤以降出場機会が減少し、結果的に規定打席にも30打席ほど到達せず、打率3割も逃した。
2007年シーズンは、スタメンが増えたが代打で2試合連続本塁打など、代打での打率(32-11 .344)が高いことから代打での起用が多かった。代打起用38回はリーグ最多。7月13日にFA権を得たが行使しないと明言した。
2008年シーズンは、松田がサードのポジションをつかみ、セカンド本多、ショート川崎が固定され、本間は便利屋として多く起用され、特に代打では3割の打率を記録した。この年のシーズン限りで王監督が退任したが、王がダイエー・ソフトバンクの監督を務めていた14年間を通してダイエー・ソフトバンクに在籍し続けた唯一の選手だった。
本間はファースト小久保が故障した間だけファーストでのスタメンがあったものの103打席と過去7年間で最も少ない打席数に終わり、打率も.230と低迷。
2009年シーズンは、ソフトバンク在籍15シーズン目となり、同年ソフトバンクに在籍していた選手の中で、最もダイエー・ソフトバンクの在籍期間が長い選手であった（他チーム在籍も含めると巨人に移籍した大道典嘉の18シーズンが最長）。内野はファースト小久保、セカンド本多、サード松田、ショート川崎が固定され、松田の故障後は森本がサードに起用された。本間は秋山幸二監督の構想から外れ、一軍に呼ばれることなく、途中4試合の出場にとどまり、シーズン1安打に終わった。10月3日に戦力外通告を受け、シーズン終了後の12球団合同トライアウトに参加したが獲得球団はなかった。

### 石川時代
2010年シーズンは、一時は引退を示唆したがBCリーグの石川ミリオンスターズに入団した。打点王を獲得し、打率、本塁打はカラバイヨに次ぐリーグ2位と格の違いを見せつけ、同年のグランドチャンピオンシップにも出場したが、同年11月5日に任意引退となり退団した。

### 引退後
2011年からはJ SPORTSとTOKYO MXの野球解説者を務めるほか、STVラジオの「STVアタックナイター」の解説も不定期に担当する（当初は九州朝日放送ラジオの「KBCホークスナイター」「KBCダイナミックホークス実況中継」向けの「日本ハム×ソフトバンク」戦の裏送りのみであったが、2012年からはSTV自社向けの中継にも出演する）。東京MXで2012年から始まった番組「パ・リーグ主義」にレギュラー出演。その後、同局のMXスタジアムでも解説を務めた。
2014年から滋慶学園硬式野球部の監督を務めている。
2016年5月、子供向けスポーツスクール最大手のリーフラス株式会社に入社。
2017年からヤングリーグ千葉ポルテクラブのスーパーバイザーに就任した。
2024年12月19日、翌年から北海道フロンティアリーグに加盟する新球団別海パイロットスピリッツの監督に就任することが発表された。2025年3月3日にチームの本拠地となる別海町で記者会見を開き、「期待に応えないといけないプレッシャーを感じるが、町民、近隣住民を巻き込んで良いチームを作りたい」とコメントした。

## 人物
性格はおとなしく、監督、コーチから好かれることが多く、同僚ともトラブルなくうまく付き合っていると言われている。特に王監督は就任期間を通じて重用してきた。
私生活ではオフの番組で知り合ったタレントでクラリオンガールの結城めぐみと1997年に結婚したが2002年に離婚。
大学時代から「爽やかな好青年」として一定の人気を誇ってきた。

## 詳細情報

### 年度別打撃成績
| 年 度      | 球 団                 | 試 合 | 打 席 | 打 数 | 得 点 | 安 打 | 二 塁 打 | 三 塁 打 | 本 塁 打 | 塁 打 | 打 点 | 盗 塁 | 盗 塁 死 | 犠 打 | 犠 飛 | 四 球 | 敬 遠 | 死 球 | 三 振 | 併 殺 打 | 打 率 | 出 塁 率 | 長 打 率 | O P S |
| ---------- | --------------------- | ----- | ----- | ----- | ----- | ----- | -------- | -------- | -------- | ----- | ----- | ----- | -------- | ----- | ----- | ----- | ----- | ----- | ----- | -------- | ----- | -------- | -------- | ----- |
| 1995       | ダイエー ソフトバンク | 14    | 38    | 34    | 2     | 6     | 0        | 0        | 0        | 6     | 2     | 0     | 1        | 1     | 0     | 3     | 0     | 0     | 9     | 0        | .176  | .243     | .176     | .420  |
| 1996       | ダイエー ソフトバンク | 14    | 14    | 13    | 1     | 3     | 0        | 0        | 0        | 3     | 0     | 0     | 0        | 0     | 0     | 1     | 0     | 0     | 3     | 0        | .231  | .286     | .231     | .516  |
| 1997       | ダイエー ソフトバンク | 18    | 6     | 5     | 7     | 2     | 0        | 0        | 0        | 2     | 0     | 0     | 1        | 0     | 0     | 1     | 0     | 0     | 2     | 0        | .400  | .500     | .400     | .900  |
| 1998       | ダイエー ソフトバンク | 17    | 11    | 10    | 5     | 5     | 0        | 0        | 0        | 5     | 0     | 3     | 0        | 1     | 0     | 0     | 0     | 0     | 1     | 0        | .500  | .500     | .500     | 1.000 |
| 1999       | ダイエー ソフトバンク | 9     | 13    | 12    | 3     | 2     | 0        | 0        | 0        | 2     | 0     | 0     | 0        | 1     | 0     | 0     | 0     | 0     | 4     | 0        | .167  | .167     | .167     | .333  |
| 2000       | ダイエー ソフトバンク | 87    | 277   | 245   | 31    | 64    | 9        | 3        | 0        | 79    | 20    | 3     | 3        | 9     | 3     | 18    | 0     | 2     | 61    | 1        | .261  | .313     | .322     | .636  |
| 2001       | ダイエー ソフトバンク | 29    | 59    | 56    | 9     | 11    | 1        | 1        | 2        | 20    | 6     | 0     | 0        | 2     | 0     | 1     | 0     | 0     | 14    | 2        | .196  | .211     | .357     | .568  |
| 2002       | ダイエー ソフトバンク | 34    | 65    | 57    | 7     | 10    | 2        | 0        | 0        | 12    | 3     | 2     | 0        | 2     | 0     | 5     | 0     | 1     | 9     | 0        | .175  | .254     | .211     | .464  |
| 2003       | ダイエー ソフトバンク | 88    | 143   | 119   | 20    | 27    | 3        | 1        | 0        | 32    | 12    | 3     | 2        | 4     | 0     | 19    | 1     | 1     | 39    | 1        | .227  | .338     | .269     | .607  |
| 2004       | ダイエー ソフトバンク | 88    | 280   | 252   | 34    | 73    | 7        | 6        | 2        | 98    | 24    | 4     | 1        | 9     | 2     | 16    | 1     | 1     | 53    | 7        | .290  | .332     | .389     | .721  |
| 2005       | ダイエー ソフトバンク | 102   | 227   | 210   | 20    | 55    | 16       | 2        | 2        | 81    | 21    | 0     | 0        | 9     | 1     | 7     | 0     | 0     | 36    | 6        | .262  | .284     | .386     | .670  |
| 2006       | ダイエー ソフトバンク | 116   | 374   | 328   | 35    | 80    | 14       | 0        | 2        | 100   | 30    | 1     | 0        | 17    | 1     | 25    | 1     | 3     | 96    | 6        | .244  | .303     | .305     | .607  |
| 2007       | ダイエー ソフトバンク | 86    | 161   | 147   | 16    | 33    | 5        | 0        | 2        | 44    | 7     | 0     | 0        | 5     | 0     | 9     | 0     | 0     | 41    | 0        | .224  | .269     | .299     | .569  |
| 2008       | ダイエー ソフトバンク | 61    | 103   | 100   | 11    | 23    | 3        | 1        | 2        | 34    | 10    | 0     | 0        | 2     | 0     | 1     | 0     | 0     | 28    | 2        | .230  | .238     | .340     | .578  |
| 2009       | ダイエー ソフトバンク | 4     | 4     | 4     | 1     | 1     | 0        | 0        | 0        | 1     | 0     | 0     | 0        | 0     | 0     | 0     | 0     | 0     | 2     | 0        | .250  | .250     | .250     | .500  |
| 通算：15年 | 通算：15年            | 767   | 1775  | 1592  | 202   | 395   | 60       | 14       | 12       | 519   | 135   | 16    | 8        | 62    | 7     | 106   | 3     | 8     | 398   | 25       | .248  | .297     | .326     | .623  |

- ダイエー（福岡ダイエーホークス）は、2005年にソフトバンク（福岡ソフトバンクホークス）に球団名を変更

### 年度別守備成績
| 年 度 | 一塁  | 一塁  | 一塁  | 一塁  | 一塁  | 一塁     | 二塁  | 二塁  | 二塁  | 二塁  | 二塁  | 二塁     | 三塁  | 三塁  | 三塁  | 三塁  | 三塁  | 三塁     | 遊撃  | 遊撃  | 遊撃  | 遊撃  | 遊撃  | 遊撃     | 外野  | 外野  | 外野  | 外野  | 外野  | 外野     |
| 年 度 | 試 合 | 刺 殺 | 補 殺 | 失 策 | 併 殺 | 守 備 率 | 試 合 | 刺 殺 | 補 殺 | 失 策 | 併 殺 | 守 備 率 | 試 合 | 刺 殺 | 補 殺 | 失 策 | 併 殺 | 守 備 率 | 試 合 | 刺 殺 | 補 殺 | 失 策 | 併 殺 | 守 備 率 | 試 合 | 刺 殺 | 補 殺 | 失 策 | 併 殺 | 守 備 率 |
| ----- | ----- | ----- | ----- | ----- | ----- | -------- | ----- | ----- | ----- | ----- | ----- | -------- | ----- | ----- | ----- | ----- | ----- | -------- | ----- | ----- | ----- | ----- | ----- | -------- | ----- | ----- | ----- | ----- | ----- | -------- |
| 1995  | -     | -     | -     | -     | -     | -        | -     | -     | -     | -     | -     | -        | -     | -     | -     | -     | -     | -        | 12    | 19    | 26    | 0     | 2     | 1.000    | -     | -     | -     | -     | -     | -        |
| 1996  | -     | -     | -     | -     | -     | -        | -     | -     | -     | -     | -     | -        | 6     | 3     | 4     | 1     | 0     | .875     | 3     | 2     | 0     | 0     | 0     | 1.000    | -     | -     | -     | -     | -     | -        |
| 1997  | -     | -     | -     | -     | -     | -        | -     | -     | -     | -     | -     | -        | 7     | 1     | 3     | 1     | 0     | .800     | 4     | 0     | 4     | 0     | 0     | 1.000    | -     | -     | -     | -     | -     | -        |
| 1998  | 2     | 0     | 0     | 0     | 0     | -        | 2     | 0     | 0     | 0     | 0     | -        | 5     | 0     | 1     | 0     | 0     | 1.000    | -     | -     | -     | -     | -     | -        | 4     | 4     | 1     | 0     | 0     | 1.000    |
| 1999  | 1     | 3     | 0     | 0     | 0     | 1.000    | -     | -     | -     | -     | -     | -        | 3     | 1     | 7     | 0     | 0     | 1.000    | 2     | 0     | 3     | 1     | 0     | .750     | -     | -     | -     | -     | -     | -        |
| 2000  | -     | -     | -     | -     | -     | -        | 59    | 118   | 141   | 3     | 18    | .989     | 10    | 8     | 10    | 0     | 0     | 1.000    | 25    | 25    | 64    | 1     | 10    | .989     | -     | -     | -     | -     | -     | -        |
| 2001  | 1     | 3     | 0     | 0     | 0     | 1.000    | -     | -     | -     | -     | -     | -        | 3     | 0     | 0     | 0     | 0     | -        | 20    | 18    | 29    | 3     | 8     | .940     | -     | -     | -     | -     | -     | -        |
| 2002  | 4     | 32    | 1     | 0     | 6     | 1.000    | 1     | 1     | 1     | 0     | 0     | 1.000    | 1     | 0     | 2     | 0     | 1     | 1.000    | 26    | 19    | 30    | 1     | 7     | .980     | -     | -     | -     | -     | -     | -        |
| 2003  | 30    | 53    | 3     | 1     | 7     | .982     | 7     | 5     | 15    | 0     | 1     | 1.000    | 52    | 18    | 36    | 1     | 5     | .982     | 1     | 0     | 0     | 0     | 0     | -        | -     | -     | -     | -     | -     | -        |
| 2004  | 7     | 39    | 2     | 0     | 4     | 1.000    | 12    | 14    | 19    | 1     | 5     | .971     | 71    | 36    | 90    | 7     | 7     | .947     | 3     | 0     | 2     | 0     | 1     | 1.000    | -     | -     | -     | -     | -     | -        |
| 2005  | 32    | 48    | 0     | 1     | 5     | .980     | 47    | 64    | 83    | 0     | 14    | 1.000    | 12    | 2     | 3     | 0     | 0     | 1.000    | 30    | 28    | 67    | 0     | 13    | 1.000    | -     | -     | -     | -     | -     | -        |
| 2006  | 39    | 48    | 1     | 0     | 3     | 1.000    | 88    | 154   | 215   | 6     | 41    | .984     | 20    | 8     | 32    | 1     | 3     | .976     | 8     | 8     | 13    | 1     | 2     | .955     | -     | -     | -     | -     | -     | -        |
| 2007  | 19    | 88    | 4     | 0     | 6     | 1.000    | 7     | 2     | 11    | 0     | 3     | 1.000    | 9     | 2     | 3     | 1     | 1     | .833     | 27    | 23    | 52    | 3     | 12    | .962     | -     | -     | -     | -     | -     | -        |
| 2008  | 25    | 64    | 2     | 0     | 2     | 1.000    | 16    | 19    | 24    | 1     | 7     | .977     | 2     | 1     | 4     | 1     | 0     | .833     | 5     | 4     | 5     | 0     | 0     | 1.000    | -     | -     | -     | -     | -     | -        |
| 通算  | 160   | 378   | 13    | 2     | 33    | .995     | 239   | 377   | 509   | 11    | 89    | .988     | 201   | 80    | 195   | 13    | 17    | .955     | 166   | 146   | 295   | 10    | 55    | .978     | 4     | 4     | 1     | 0     | 0     | 1.000    |

### 記録
NPB初記録
- 初出場：1995年5月24日、対日本ハムファイターズ11回戦（福岡ドーム）、6回裏に西俊児の代打として出場
- 初打席：同上、6回裏に島崎毅の前に凡退
- 初先発出場：1995年5月27日、対近鉄バファローズ9回戦（藤井寺球場）、2番・遊撃手として先発出場
- 初安打・初打点：同上、6回表に高村祐から適時打
- 初盗塁：1998年5月3日、対近鉄バファローズ5回戦（福岡ドーム）、7回裏に二盗（投手：フィル・レフトウィッチ、捕手：古久保健二）
- 初本塁打：2001年9月4日、対千葉ロッテマリーンズ26回戦（福岡ドーム）、2回裏に小林宏之から右越2ラン

NPBその他の記録
- オールスターゲーム出場：1回 （2006年）

### 独立リーグでの打撃成績
| 年 度     | 球 団     | 試 合 | 打 数 | 得 点 | 安 打 | 二 塁 打 | 三 塁 打 | 本 塁 打 | 打 点 | 盗 塁 | 犠 打 | 犠 飛 | 四 球 | 死 球 | 三 振 | 併 殺 打 | 打 率 | 出 塁 率 | 長 打 率 | O P S |
| --------- | --------- | ----- | ----- | ----- | ----- | -------- | -------- | -------- | ----- | ----- | ----- | ----- | ----- | ----- | ----- | -------- | ----- | -------- | -------- | ----- |
| 2010      | 石川      | 66    | 245   | 29    | 81    | 14       | 2        | 6        | 51    | 0     | 2     | 1     | 17    | 3     | 46    | 6        | .331  | .378     | .567     | .945  |
| 通算：1年 | 通算：1年 | 66    | 245   | 29    | 81    | 14       | 2        | 6        | 51    | 0     | 2     | 1     | 17    | 3     | 46    | 6        | .331  | .378     | .567     | .945  |

- 各年度の太字はリーグ最高

### 背番号
- 10 （1995年 - 2009年、2025年 - ）
- 1 （2010年）

### 代表歴
- 第23回日米大学野球選手権大会 日本代表[7]